# Мальинское (Ярославская область)
Мальинское — деревня в Михайловском сельском округе Волжского сельского поселения Рыбинского района Ярославской области.
Небольшая деревня расположена на левом берегу реки Иода. Деревня стоит выше по течению центра сельского округа села Михайловского. Автомобильная дорога от Михайловского на Александрову Пустынь в этом районе проходит по прямой на деревню Бесово в стороне от берега реки, примерно в 2 км западнее Мальинского. По берегу Иоды идёт просёлочная дорога, связывающая стоящие по реке деревни Юркино, Мальинское, Брыково, Гридино, Мокеевское и выходящая на автомобильную дорогу в Бесово. В окрестностях деревни в основном сельскохозяйственные земли, перемежающиеся небольшими перелесками. На противоположном берегу Иоды на этом участке населённых пунктов нет, а на расстоянии около 2 км к северо-востоку проходит железная дорога Рыбинск—Ярославль.
Деревня Мальинская указана на плане Генерального межевания Рыбинского уезда 1792 года. На топокарте 1941 года деревня указана под названием Малиновское.

## Население
| 2007 | 2010 |
| ---- | ---- |
| 0    | →0   |

На 1 января 2007 года в деревне не числилось постоянных жителей. Деревня обслуживается почтовым отделением в Михайловском. По почтовым данным в деревне 3 дома.